# Enuff Z'Nuff (álbum)
Enuff Z'Nuff es el primer álbum homónimo de la banda de hard rock estadounidense Enuff Z'Nuff.
Su debut fue en 1989 en la disquera Atco Records. Este álbum debut sigue siendo el álbum más vendido en el catálogo de la banda. El primer sencillo del álbum, "New Thing", recibió airplay de la radio constante y MTV, alcanzando el puesto # 67 en el Billboard Hot 100. Su siguiente sencillo, una balada llamada "Fly High Michelle", que resultaría ser el mayor éxito de la banda, alcanzando el puesto # 47 en el mismo gráfico. CD promocionales fueron creados para otra canción, una balada llamada "For Now", pero este sencillo fue cancelado aparentemente mientras la banda se centró en su siguiente álbum de estudio de 1991 "Strength".
La exposición adicional para el álbum se produjo con  estos siguientes temas "Hot Girl Summer Little" y "I Could Never Be Without You" que se ofrece en el popular programa de televisión muestra en Beverly Hills, 90210 y Doctor en Alaska. Unos años más tarde, la apariencia de la banda de glam en su video de "Fly High Michelle" sería parodiado en la serie animada de MTV Beavis and Butt-Head.

## Lista de canciones
Todas las canciones son escritas por Donnie Vie y Chip Z'Nuff, excepto las que no emparentan.
1. "New Thing"  – 4:22
2. "She Wants More"  – 4:39
3. "Fly High Michelle"  (Vie) – 4:17
4. "Hot Little Summer Girl" (Ron Fajerstein, Vie) – 2:57
5. "In the Groove"  – 6:49
6. "Little Indian Angel"  – 3:30
7. "For Now"  – 4:29
8. "Kiss the Clown" (Vie) – 3:16
9. "I Could Never Be Without You" (Vie) – 3:43
10. "Finger on the Trigger" (Derek Frigo, Vie)  – 4:45

## Miembros
- Donnie Vie – Voz líder, guitarra rítmica y teclado
- Chip Z'Nuff – bajo y coros
- Derek Frigo – guitarra líder
- Vikki Fox – batería

## Producción
- Mezcla – Paul Lani
- Ingeniero – Dan Harjung
- Ingeniero adicional – Rich Denhart, Michael Koppelman y Dave Kent